# Седро (Њу Мексико)
Седро (енгл. Cedro) насељено је место без административног статуса у америчкој савезној држави Њу Мексико.

## Демографија
По попису из 2010. године број становника је 430.
| Група             | 2000.    | 2010.       |
| Белци             | 0 (0,0%) | 323 (75,1%) |
| Афроамериканци    | 0 (0,0%) | 1 (0,2%)    |
| Азијати           | 0 (0,0%) | 3 (0,7%)    |
| Хиспаноамериканци | 0 (0,0%) | 94 (21,9%)  |
| Укупно            | 0        | 430         |